# 日本自動車競走大会
日本自動車競走大会（にほんじどうしゃきょうそうたいかい / にっぽんじどうしゃきょうそうたいかい）は、日本において1922年（大正11年）から1938年（昭和8年）にかけて開催されていた四輪自動車による自動車レースである。
全13回ほど開催されたとされる。「日本自動車競走大会」の名の下に開催されていたわけではなく、大会の名称は開催レースによって異なり、初期の大会は「自動車大競走」という名称で開催された。1936年に完成した多摩川スピードウェイで開催されたレースについては、「全日本自動車競走大会」という名称で呼ばれ、しばしば区別して扱われる。

## 概要
日本自動車競走大会は本格的な興行として開催されたものとしては日本で初の四輪自動車レースにあたる。
1922年にアメリカ合衆国（米国）から帰国した藤本軍次（ジョージ藤本）が主導して有志を集め、同年11月に初の大会が開催された。（→#開催に至る経緯）
藤本は報知新聞社との間に協力関係を築き、藤本が中心となって設立された日本自動車競走倶楽部（NARC）と報知新聞社によってレースは開催された。
参加者は自動車関連の事業を営む者や技術者などの愛好家を中心とし、参加車両の多くは中古の米国車を大幅に改造した車両が用いられた。（→#主な参加者と車両）
会場は東京を中心として埋立地や練兵場などを転々として開催され、特に埋立地では数周も走ると路面が泥濘と化したことから大きな問題となり、このことが日本初の常設サーキットである多摩川スピードウェイの開設につながった。（→#会場）
正確な記録がないため、開催レースの数については諸説あるが、1920年代から1930年代にかけて全13回程度開催されたと考えられている。これは1936年に開業した多摩川スピードウェイで開催された4回を含む。（→#開催レース）

### 主な関係者
主な関係者のほとんどは1890年代前後に生まれた同世代で、お互いに面識を持った間柄であり、この大会には日本における自動車史に名を残す技術者や関係者が数多く関与した。
藤本と報知新聞社が始めたこの企画に、タクリー号の開発者である内山駒之助、実業家の野澤三喜三（野澤組、立川工作所）、卓越した自動車技術者として知られていた太田祐雄（太田工場・高速機関工業）、榊原郁三（アート商会）、豊川順彌（白楊社）、藤本の友人である菅原敏雄（白楊社）、名手として名を馳せることになる関根宗次といった人物たちが、1922年（大正11年）から1925年（大正14年）の短期間に続々と参画し、大正末期に「自動車スピード狂時代」が忽然と形成された。
後世、特に知られることになった参加者は、戦後に本田技研工業（ホンダ）を創業した本田宗一郎である。1906年生まれで当時10代の本田は藤本らより一世代下であり、1924年から1925年にかけて当時働いていたアート商会からカーチス号（アート・カーチス）のコ・ドライバー（ライディングメカニック）として参戦を重ね、1936年（昭和11年）には、自身のアート商会浜松支店で車両を仕立て、車主兼ドライバーとしても参戦した。
1936年から1938年にかけての多摩川スピードウェイにおける開催では、国産車小型車部門に参戦を始めた日産自動車の関係者（鮎川義介、後藤敬義、川添惣一、富谷龍一、片山豊）ほか、三井高公、小早川元治といった人物たちが大会に加わった。
レースの主催や後援を務めた報知新聞社では、企画部の煙山二郎、金子常雄が主な協力者となった。

### 興行の状況
1920年代の開催レースは立川飛行場で開催された第4回大会のように人気を博した大会もあったものの、興行としては苦戦した。それも次第に上向きとなっていき、1934年の第9回大会は広告に力が入れられたことなどから興行面でも初めて成功を収め、2年後の多摩川スピードウェイの開設につながった。1930年代の大会は国産車奨励を唱える軍部の強い後押しを受けて開催され、多摩川スピードウェイにおける開催も盛り上がりを見せたが、日中戦争の開戦（1937年）と物資統制の強まりにより、1938年の開催をもって終了した。
大会は開催地も参加者も東京を中心として開催され、大阪で開催された第3回大会に限っては現地の愛好家も参戦したが、基本的に参加者は東京在住の者たちで占められた。1930年代になっても、静岡県在住の本田宗一郎が最も遠方からの参加者という状態で、全国的な広がりには至らなかった。
大会の観客の大部分が日本人だったことは無論だが、日本人よりもむしろ日本在住の欧米人が楽しんでいた節があり、主催者である報知新聞や、専門誌である『モーター』（極東書院）といった日本人向けのメディア以外に、日本を拠点とする英字新聞である『ジャパンタイムズ』と『ジャパン・アドバタイザー』がレースの詳細を伝える記事を数多く残している。

### 会場
1920年代当時の日本には常設のレーシングサーキットは存在しなかったため、コースは仮設のサーキット（ダートトラック）が毎回準備された。
レースは1周およそ1マイル（およそ1,600メートル）のオーバルトラック（2本の直線と2つの半円で構成されたコース）で行われ、その規模のコースを設定できるだけの広さを持つ敷地が必要であることから、帝国陸軍の練兵場や、工場が建つ前の埋立地といった場所で開催された（→#第1回 - 第9回）。
その結果、適地を探して各地を転々とすることになり、レースのたびにコースを設営する必要があることに加え、いずれの開催地でも路面状態の劣悪さが大きな問題となった。こうした状況は日本初の常設サーキットである多摩川スピードウェイ（1周およそ1,200メートル。簡易舗装されたダートトラック）の開設につながっていくことになる。
オーバルトラックによる開催となったのは、開催の中心人物である藤本がアメリカ時代に憧れを持っていたことによる。また、欧米における黎明期の自動車レースは都市間レースから始まったが、日本では当時の貧弱な道路事情により、公道でレースを開催することは到底不可能で、毎回臨時で用地を確保してコースを設営しなければならない点からも、オーバルトラックによるレースとすることは現実的な選択だった。

### 競技規則・車両規則
参加車両のほとんどは外国車だったものの、外国のレース関連団体との連携は持たず、国際的なつながりは未だ持たない自動車レースだった。そのため、レースのレギュレーション（規則）策定やレースの運営については藤本を中心にNARCによって手探りで行われ、洗練された蓄積が残されていくこととなった。
競技規則の特徴として、コースのイン側からの追い越しや、走行ラインを変化させて後続をブロックすることを厳しく禁じていた。
車両規則は定められておらず、これは規則を作って参加車両を制限すると出場できる車がなくなるという事情による。

### 評価と影響
この大会以前にも日本において自動車レースが行われたことはあったが、この大会は日本における自動車レースの幕を開けたものとして評価されており、1922年11月に開催された第1回大会はしばしば「日本初の本格的な四輪自動車レース」と紹介される。前記したように、第9回大会（1934年）までの一連の大会が日本初の常設サーキットである多摩川スピードウェイの開設（1936年）につながった。
参加者には自動車技術者や自動車関係の事業を営む資本家が多く、この自動車競走大会を通じて、国産自動車産業の裾野を広げる上でひとつの礎が築かれた。1920年代の参加車両は、第8回大会のオートモ号（白楊社）を唯一の例外として、純国産車による参戦は見られなかったが、多摩川スピードウェイで開催されるようになった1936年には、高速機関工業（オオタ）や日産自動車（ダットサン）の国産小型レーサーが参戦するようになり、日本の自動車レースはこの大会を通じて国産車同士による性能競争が可能な段階へと一歩踏み出した。
先駆としての功績を認められる一方で、競技の参加者はごく狭い範囲の愛好者に留まり、広範囲な支持は得られなかったとも言われている。後の影響として、日本の自動車メーカー3社のモータースポーツ草創期には下記の関連を持っている。
- 本田技研工業 - 本田宗一郎がこの時代からレース活動を始めた。本田がレースへの情熱を持ち続けたため、戦後に本田が創業した同社は1950年代からモータースポーツに熱心に取り組み、四輪自動車では、1960年代にその世界選手権であるフォーミュラ1（F1）参戦にまで至っている[5]。（→ホンダF1）
- 日産自動車 - 鮎川義介の指導の下、ダットサン車両が1936年の多摩川スピードウェイにおける第1回大会から参戦を始めた。この初参戦が日産自動車のモータースポーツ活動の始まりとされる[17][注釈 12]。
- トヨタ自動車 - 同社は戦後にモータースポーツ活動を始めたため関連は薄いが、豊田喜一郎がトヨペット・レーサー（1951年完成）を企画するにあたって、この大会に参加していた小早川元治に協力を求めた[18][注釈 13]。

上記した事例により、この大会は各社のモータースポーツの源流として触れられることもあるものの、第二次世界大戦（太平洋戦争）による断絶の影響は大きく、日本においては、四輪自動車レースの基盤は戦後に作られ、1960年代以降のモータリゼーションの発達に伴って発展したと見るのが一般的な認識となっている。

## 沿革

### 開催に至る経緯
1922年（大正11年）2月、それまで米国のシアトルで自動車関連事業を営んでいた藤本軍次が日本に帰国した。藤本が事業を営んでいた1910年代、米国においては自動車が早くも普及期を迎えており、同時に、1909年に同国初の常設サーキットであるインディアナポリス・モーター・スピードウェイが建設され、以降、1910年代を通じて米国製のレーシングカーは急速に性能を向上させていった時代でもあった。同地で自動車レース興行にも関わり、その様子を肌で実感していた藤本は、日本においても自動車産業を振興し発展させるためには、自動車レースや本格的なレース専用サーキットが必要になると考えを持つに至った。帰国後の藤本は、東京の自動車関係者たちと親交を結んでいくとともに、自動車レースの開催を呼び掛け、その実現の中心人物となっていった。
1922年8月、藤本は自動車で下関・東京間の急行列車と競走するという企画を報知新聞社に持ち込み、同社の主催の下、翌月にそれを実現させた。この競走では自動車が敗れたものの、この企画で手応えが得られたことで、報知新聞社は藤本と協力関係を結ぶことを決断し、同社の主催の下、1922年11月に洲崎埋立地において「第1回自動車大競走」が開催されることとなった。（以降の出来事は「#各レースの概要」を参照）
1922年10月、藤本は日本自動車競走倶楽部（NARC）を設立した。藤本らは日本自動車競走倶楽部を個人的なレースの団体として設立するつもりだったが、報知新聞社の企画部長である煙山二郎の助言により、「一般にも開放された公共のレースの実現」という活動目的が定められ、報知新聞社とNARCは協力して自動車レース開催の実現を推し進めていくことになる。
これらの事々が、1922年内で、藤本の帰国から1年足らずの期間に矢継ぎ早に起こった。

### レース開催の実現
1923年（大正12年）4月には第2回大会、次いで、7月には第3回大会が開催された。その後、同年9月の関東大震災で関係者の多くが被災するという苦難であるとか、各大会における会場の路面の劣悪さといった困難もあったものの、藤本らNARCは自動車レースの継続を諦めず、その後も1925年まで複数回に渡って開催が続けられた。
しかし、1925年（大正14年）12月に開催された第8回大会を最後に、大正最後の年である1926年（大正15年）になると、この大会の開催はぷっつりと途切れた。これは、それまでレース開催に夢中になっていた者たちでも、車両は高速化して危険性が高まるばかりの状況で、専用サーキットもないままレース開催を続けることに嫌気がさし始めたためだと言われている。加えて、同時期に深刻な不況や労働争議などの社会不安が増大していたことも、無形の影響を与えた。
1930年代に入ったところで、満州事変（1931年）を契機に日本は対外的に孤立を深めていくようになった。その影響で、国産車の製造を奨励したい国の意向が働き、陸軍の後ろ盾を得て、1934年（昭和9年）に自動車競走大会の開催が再開された（第9回大会）。
1936年（昭和11年）には常設サーキットの多摩川スピードウェイが完成し、以降は一貫して同サーキットで開催された。

### 終焉
大会は念願だった常設サーキットをようやく得たものの、その後の開催は長くは続かなかった。日中戦争の開戦（1937年）の影響により、自動車レースは1938年4月の開催を最後に中止され、NARCも活動を休止した。
その後、日本における自動車レースは空白期となり、その再開は、戦後に日本スポーツカークラブ（SCCJ）が設立されて1951年に自動車レースが開催されるまで待つこととなる。

## 関連人物

### 主な参加者と車両
| 車番      | 主なドライバー                                                                                   | 車両 | 初参戦      | 補足 |
| --------- | ------------------------------------------------------------------------------------------------ | --- | ----------- | --- |
| 2         | 屋井三郎 (第1回) 伊達秀造 (第1回 - 第5回)                                                        | マーサー (第1回 - 第5回) | 第1回       | 屋井は「乾電池王」として知られる屋井先蔵の子。マーサーは屋井の所有車両で、元々は1915年の自動車大競走会の参戦車両。第2回大会以降の運転は伊達に託された（伊達は屋井乾電池の人物）。 第5回大会（1924年・鶴見埋立地）の参加を最後に、以降の大会には名前が見えない。持ち番号だった「2」は後に榊原郁三の番号となった。 |
| 5         | 関根宗次                                                                                         | スタッツ (第2回 - 第3回) プレミア (第4回 - 第7回) アルビス (第9回) ブガッティ・タイプ35C（多摩川第1回） MG・K3マグネット (多摩川第3回)         | 第2回       | 関根は当時の高級車ブローカーで、宮家、三井家、岩崎家などの車の世話をしていた人物。 車両操縦の腕はたしかで、藤本と並び、本大会において名手として名を馳せた。 「5」を持ち番号としたことで知られるが、初出場の第2回大会のみ「6」を使用した記録がある。第1回は屋井三郎の助手（ライディングメカニック）として参加。第7回大会の後にプレミアを売却して手放したため、第8回は参戦はせず運営側で参加した。                                                                              |
| 5         | 小早川元治                                                                                       | MG・K3マグネット | 多摩川第4回 | 小早川は小早川男爵家の当主で、日産自動車の技術者。戦後はオートレース（四輪）にも参戦し、トヨタ自動車のトヨペット・レーサーの開発に技術顧問として関わった。 |
| 7         | 藤本軍次                                                                                         | ハドソン (第1回 - 第7回) アート・ダイムラー (第8回) ブガッティ・タイプ35A (多摩川第1回)                                                        | 第1回       | 藤本は大会の発案者であり、その後も開催の中心的存在となる。車番は、第1回大会は「4」、第8回大会は「20」を使用。 ハドソンは藤本が米国から持ち帰った車両で、回を重ねるごとに他車両に比べて旧式のハンデを背負ったが、藤本は卓越した操縦技術を持っていたことから多くの勝利を挙げた。 |
| 8 →3      | 内山駒之助                                                                                       | スチュードベーカー (第1回) チャルマー (第2回 - 第5回) ホール・スコット (第5回 - 第8回) テルコ・ビッドル (第9回) ダットサン (多摩第1回 - 第2回) | 第1回       | 内山は日本で最初に製作されたガソリン自動車であるタクリー号の開発者。この大会では恐れ知らずの走りで知られた。 第1回から第4回まではカーナンバー「8」を使用。第5回以降はカーナンバー「3」を付けている。 第2回から第4回までの車両はチャルマーのマスターシックス（Master Six）で、第5回以降は自作のホール・スコットに乗り換えた。 内山は第1回から全ての大会に参加していたが、多摩川第3回大会の開催直前に練習走行中の事故により死去した。                                           |
| 8         | 内山辰雄                                                                                         | チャルマー (第5回 - 第8回) | 第5回       | 内山辰雄は駒之助の実弟で、第5回からチャルマーとカーナンバー「8」を引き継いだ。 |
| 11        | 菅原敏雄                                                                                         | マーサー (第2回) テルコ・ビッドル (第3回) ガードナー (第4回 - 第5回)                                                                           | 第2回       | 菅原は白楊社の技師。友人の藤本と同様、米国帰りで、自動車レースについての知識を持っていた。 マーサーとガードナーは白楊社が所有する車両で、野澤三喜三のビッドルに乗った第3回大会のみ車番は「12」を使用している。 |
| 14 →6     | 森田一郎                                                                                         | ピアース・アロー (第5回 - 第8回) エム・ユー・シックス（多摩川第1回）                                                                           | 第5回       | 森田は寝台車や霊柩車を作る事業を営んでいた人物。この大会にも霊柩車用のピアース・アローをベースにレース仕様に仕立てて参戦した。番号は第8回までは「14」、多摩川第1回では「6」に変更。 |
| 20        | 榊原真一                                                                                         | アート・ダイムラー (第4回 - 第6回、第8回) | 第4回       | 車主は榊原郁三（アート商会）。第4回大会は榊原真一がドライバーを務めているが、第5回以降は商会外のドライバーに貸し出された。 |
| 21 →20 →2 | 榊原真一                                                                                         | アート・カーチス (第5回 - 多摩川第1回) オオタ号 (多摩川第2回 - 第4回)                                                                          | 第4回       | 車主は榊原郁三（アート商会）。1934年の第9回大会までコ・ドライバーは本田宗一郎が務めた。番号は第8回までは「21」、第9回大会は「20」、多摩川第1回から「2」に変更。 |
| 20        | 本田宗一郎                                                                                       | ハママツ号 | 多摩川第1回 | 車主は本田宗一郎（アート商会浜松支店）。コ・ドライバーは本田弁二郎。第1回大会で両名とも負傷し、本田宗一郎がドライバーとして出場したのは第1回大会のみだった。番号の「20」は榊原郁三から譲られたもの。 |
| 22        | 石川元吉 (第5回 - 第8回) 太田祐一（多摩川第1回） 太田祐茂（多摩川第3回） 太田祐雄（多摩川第4回） | キャデラック (第5回 - 第8回) オオタ号（多摩川第1回、多摩川第3回 - 第4回）                                                                      | 第5回       | 太田工場（1930年代は高速機関工業）。 第5回から第8回にかけて、太田工場がレース仕様に改造したキャデラックを出走させる。 1935年に三井財閥の支援を受けたことで高速機関工業となり、独自のレーシングカーであるオオタ号を開発し、1936年の多摩川第1回大会から国産小型自動車部門に参戦する。 多摩川第2回大会は欠場し、その結果として、この大会の国産小型自動車部門は日産自動車（ダットサン）が「不戦勝」することになったことで知られる。 多摩川第4回大会のみ社主の太田祐雄が自ら参戦。 |
| 23        | 太田祐茂 (多摩川第1回) 太田祐一 (多摩川第3回)                                                    | オオタ号 (多摩川第1回、多摩川第3回) | 第5回       | 太田工場（1930年代は高速機関工業）。 第5回から第8回にかけて、太田工場がレース仕様に改造したキャデラックを出走させる。 1935年に三井財閥の支援を受けたことで高速機関工業となり、独自のレーシングカーであるオオタ号を開発し、1936年の多摩川第1回大会から国産小型自動車部門に参戦する。 多摩川第2回大会は欠場し、その結果として、この大会の国産小型自動車部門は日産自動車（ダットサン）が「不戦勝」することになったことで知られる。 多摩川第4回大会のみ社主の太田祐雄が自ら参戦。 |
| 29        | 多田健蔵                                                                                         | ベントレー・3リッター | 多摩川第1回 | 車主は三井高公（三井家総領家）。多田は1930年に日本人で初めてマン島TTレースに参戦した二輪ライダーで、その渡英時にベントレー本社工場で技術講習を受けた経験を有していた。 |
| 31        | 堺孝                                                                                             | オートモ号 (第8回) | 第8回       | 車主は豊川順彌（白楊社）。市販車のオートモ号をレース仕様に改造した車両（レーサー・オートモ）で参戦し、純国産のレーシングカーとしては初の参戦となる。ドライバーの堺は白楊社の従業員で、オートモ号市販車のテストドライバーを務めていた人物。参戦した記録があるのは第8回大会のみ。 |

- 有力選手・参加者にはそれぞれ応援団がついた[68]。

### その他の関連人物
- 山川良三

大日本帝国陸軍の軍人（大佐→少将）で、第1回大会を含め、1920年代に開催された大会で名誉会長をたびたび務めた。自動車産業の保護と育成に積極的で、1920年代に専門誌『モーター』（極東書院）にたびたび寄稿している。後に陸軍自動車学校（1925年設立）の校長に就任。
- 野澤三喜三

NARCの会長を務め、第1回から大会を支援したほか、自身が営む立川工作所（テルコ）で車両（テルコ・ビッドル）を独自に製作して参戦させた。野澤は野澤源次郎の子で、輸入商社の野澤組の跡継ぎであることから、本人はレースへの参加を厳しく止められ、自身で運転して参加することはなかった（大会中の余興で運転することはあった）。有力な支援者だったが、いずれの開催地も劣悪な環境であることを嫌気し、1924年11月の第5回大会限りで自動車レースから手を引いた。野澤本人は手を引いたものの、立川工作所のテルコ・ビッドルは第6回大会以降も他の参加者によって使用されている。
以降、野澤は自身の立川工作所でスパークプラグの研究に専念するようになった。
戦後の1955年、日本スポーツカークラブ（SCCJ）再建の発起人の一人となり、レースへの関わりを再開している。
- 榊原郁三

東京湯島で自動車修理工場のアート商会を営んでいた人物。ダイムラー号とカーチス号を設計。（余興や多摩川第4回を除けば）自身で運転して参戦することはなかったが、初期から開催の中心となった。
- 三井高公（三井八郎右衛門｛16代目｝）

三井家総領家である北家の第11代当主で、三井合名の社長。1930年代当時、日本一とされた資産家、かつ有数の自動車収集家であり、多摩川スピードウェイの第1回大会（1936年）に合わせて、2台のブガッティ・タイプ35とベントレー・3リッターの計3台を買い入れ、それぞれベテランドライバーに運転を任せてレースに参戦させた。しかし、それらのレーシングカーは多摩川スピードウェイの簡易舗装の路面との相性が悪かったため真価を発揮できず、結果が伴わず惨敗したことに懲り、以後はレースに車両を参戦させることは二度となかった。

## 開催レース
開催されたレースについての正確な記録はなく、開催状況については当時の新聞や雑誌の記事のほか、関係者による証言や私家記録などに依拠したものとなっている。そのため、「日本自動車競走大会として開催されたレースはどれか」という基本的なところから諸説ある。1922年11月に洲崎埋立地で第1回大会が開催されたという点は主要な史料で一致する（異論が出ていない）が、他は史料によって開催地や開催回数の記載に違いがある。
そのため、開催されたレースについて正確に断定することは不可能であるとされている（2017年時点）。
以下の表は、近年の説に準拠して、NARCが関与して開催されたと考えられているレースに回数の番号を振っている。同時期に開催されたと考えられているその他の主要なレース（これらも説によっては日本自動車競走大会に数えられることがある）については背景色を灰色にして記載した。不明な箇所は空欄としている。

### 第1回 - 第9回
下記の大会は、名称は各大会で異なっているが、当時から一連の大会として認識されていたことはたしかで、一例として、1925年12月の洲崎埋立地における開催は開催当時の時点でも「第8回」大会として報じられている。下記表は決勝レース以外のレース結果を割愛している。
| 回          | 決勝日           | 決勝日                  | 開催地                   | 大会名称                         | 大会名称                         | 決勝レース             | 決勝レース         | 主催者                                                             | 詳細 | 出典                                      |
| 回          | 決勝日           | 決勝日                  | 開催地                   | 大会名称                         | 大会名称                         | 優勝者                 | 優勝車両           | 主催者                                                             | 詳細 | 出典                                      |
| ----------- | ---------------- | ----------------------- | ------------------------ | -------------------------------- | -------------------------------- | ---------------------- | ------------------ | ------------------------------------------------------------------ | ---- | ----------------------------------------- |
| 1           | 1922年(大正11年) | 11月12日(日)            | 東京・洲崎第1号埋立地    | 自動車大競走 (第1回自動車大競走) | 自動車大競走 (第1回自動車大競走) | 内山駒之助             | スチュードベーカー | 報知新聞社                                                         | 詳細 | [ 86 ] [ 89 ] [ 90 ] [ 10 ]               |
| [ 注釈 40 ] | 1922年(大正11年) | 暮れ                    | 東京・立川               |                                  |                                  |                        |                    |                                                                    |      | [ 91 ] [ 86 ]                             |
| 2           | 1923年(大正12年) | 4月22日(日) 4月23日(月) | 東京・洲崎第1号埋立地    | 自動車大競走 (第2回自動車大競走) | 自動車大競走 (第2回自動車大競走) | 藤本軍次               | ハドソン           | 帝国自動車保護協会                                                 | 詳細 | [ 93 ] [ 38 ] [ 91 ] [ 86 ] [ 89 ] [ 10 ] |
| 3           | 1923年(大正12年) | 7月4日(水)              | 大阪・城東練兵場         | 関東関西連合自動車競走大会       | 関東関西連合自動車競走大会       | [ 注釈 42 ]            |                    | 帝国自動車保護協会                                                 | 詳細 | [ 91 ] [ 86 ] [ 89 ] [ 96 ] [ 78 ]        |
| 3           | 1923年(大正12年) | 7月7日(土)              | 大阪・城東練兵場         | 関東関西連合自動車競走大会       | 関東関西連合自動車競走大会       |                        |                    | 帝国自動車保護協会                                                 | 詳細 | [ 91 ] [ 86 ] [ 89 ] [ 96 ] [ 78 ]        |
| 3           | 1923年(大正12年) | 7月8日(日)              | 大阪・城東練兵場         | 関東関西連合自動車競走大会       | 関東関西連合自動車競走大会       |                        |                    | 帝国自動車保護協会                                                 | 詳細 | [ 91 ] [ 86 ] [ 89 ] [ 96 ] [ 78 ]        |
| [ 注釈 43 ] | 1923年(大正12年) | 7月29日(日)             | 愛知・名古屋             |                                  |                                  |                        |                    | 名古屋自動車競走倶楽部 後援・名古屋モーター倶楽部、新愛知新聞社    |      | [ 86 ] [ 97 ]                             |
| [ 注釈 43 ] | 1923年(大正12年) | 7月30日(月)             | 愛知・名古屋             |                                  |                                  |                        |                    | 名古屋自動車競走倶楽部 後援・名古屋モーター倶楽部、新愛知新聞社    |      | [ 86 ] [ 97 ]                             |
| 4           | 1924年(大正13年) | 4月20日(日)             | 東京・立川飛行場         | 自動車大競走 (第4回自動車大競走) | 自動車大競走 (第4回自動車大競走) | 関根宗次               | プレミア           | 日本自動車競走倶楽部 (NARC) 後援・報知新聞社                       | 詳細 | [ 98 ] [ 99 ] [ 86 ]                      |
| 5           | 1924年(大正13年) | 11月22日(土)            | 神奈川・鶴見埋立地       | 自動車競走大会                   | 自動車競走大会                   | 榊原真一（アート商会） | アート・カーチス   | 日本自動車競走倶楽部 (NARC)                                        | 詳細 | [ 101 ] [ 86 ] [ 89 ]                     |
| 5           | 1924年(大正13年) | 11月23日(日)            | 神奈川・鶴見埋立地       | 自動車競走大会                   | 自動車競走大会                   | 榊原真一（アート商会） | アート・カーチス   | 日本自動車競走倶楽部 (NARC)                                        | 詳細 | [ 101 ] [ 86 ] [ 89 ]                     |
| 6           | 1925年(大正14年) | 5月3日(日)              | 東京・代々木練兵場       | 日米選手自動車競走大会           | 日米選手自動車競走大会           | 藤本軍次               | ハドソン           | 日本自動車競走倶楽部 (NARC)                                        | 詳細 | [ 86 ] [ 78 ]                             |
| 7           | 1925年(大正14年) | 6月14日(日)             | 愛知・名古屋東練兵場     | 自動車競走大会                   | 自動車競走大会                   | 藤本軍次               | ハドソン           | 日本自動車競走倶楽部 (NARC) 後援・自動車技術奨励会、東邦自動車学校 | 詳細 | [ 105 ] [ 106 ] [ 86 ] [ 9 ]              |
| 7           | 1925年(大正14年) | 6月16日(火)             | 愛知・名古屋東練兵場     | 自動車競走大会                   | 自動車競走大会                   | 関根宗次               | プレミア           | 日本自動車競走倶楽部 (NARC) 後援・自動車技術奨励会、東邦自動車学校 | 詳細 | [ 105 ] [ 106 ] [ 86 ] [ 9 ]              |
| 8           | 1925年(大正14年) | 12月6日(日)             | 東京・洲崎埋立地（砂町） | 全国自動車競走大会               | 全国自動車競走大会               | 榊原真一（アート商会） | アート・カーチス   | 日本自動車競走倶楽部 (NARC)                                        | 詳細 | [ 89 ]                                    |
| [ 注釈 49 ] | 1926年           | 末                      | 愛知・名古屋練兵場       |                                  |                                  |                        |                    |                                                                    |      | [ 86 ]                                    |
| 9           | 1934年(昭和9年)  | 10月13日(土)            | 東京・月島4号埋立地      | 全日本自動車競走選手権大会       | 全日本自動車競走選手権大会       | 榊原真一（アート商会） | アート・カーチス   | 日本自動車競走倶楽部 (NARC) 後援・報知新聞社                       | 詳細 | [ 5 ] [ 86 ] [ 89 ]                       |
| 9           | 1934年(昭和9年)  | 10月14日(日)            | 東京・月島4号埋立地      | 全日本自動車競走選手権大会       | 全日本自動車競走選手権大会       | 榊原真一（アート商会） | アート・カーチス   | 日本自動車競走倶楽部 (NARC) 後援・報知新聞社                       | 詳細 | [ 5 ] [ 86 ] [ 89 ]                       |
|             | 1934年(昭和9年)  | 10月                    | 東京・立川               |                                  |                                  |                        |                    |                                                                    |      | [ 108 ] [ 86 ]                            |
| [ 注釈 50 ] | 1934年(昭和9年)  | 秋                      | 東京・多摩川             |                                  |                                  |                        |                    |                                                                    |      | [ 109 ] [ 86 ]                            |
| [ 注釈 52 ] | 1935年(昭和10年) | 7月18日(木)             | 東京・多摩川             |                                  |                                  |                        |                    | 全国自動車競走倶楽部                                               |      | [ 110 ] [ 1 ] [ 86 ]                      |
| [ 注釈 53 ] | 1936年(昭和11年) | 5月                     | 多摩川スピードウェイ     |                                  |                                  |                        |                    |                                                                    |      | [ 110 ] [ 86 ]                            |
| [ 注釈 54 ] | 1937年(昭和12年) | 5月                     | 多摩川スピードウェイ     |                                  |                                  |                        |                    |                                                                    |      | [ 110 ] [ 86 ]                            |

#### 各レースの概要
詳細は各個別記事を参照。
- 第1回（1922年11月12日。東京・洲崎埋立地）

7台が参戦。警察の指導により、1台ずつタイムアタックする形による開催となる。
レースは成立しなかったが、優勝カップは協議の上で内山駒之助に贈られた。
- 第2回（1923年4月22日 - 23日。東京・洲崎埋立地）

12台もしくは13台が参戦したと伝えられている。初めて複数台によるレースとなり、4台が並走して競われる。
第1回でトラブルとなった警察からの許可を得やすくするため、この大会と次の第3回大会は帝国自動車保護協会を名目上の主催者とする。
- 第3回（1923年7月4日 - 8日。大阪・城東練兵場）

東京から12台、関西から6台が参戦したとされる。東京からの遠征組の圧勝となったと言われているが、詳細な結果は伝わっていない。
- 第4回（1924年4月20日。東京・立川飛行場）

24台が参戦。陸軍の立川飛行場に1周1マイルのコースが余裕を持って作られ、季節も良く、観戦は無料だったため大変な賑わいとなる。
アート商会がアート・ダイムラー（ダイムラー号）を持ち込み、航空機用エンジンを搭載した自動車が初めて参戦する。
- 第5回（1924年11月22日 - 23日。神奈川・鶴見埋立地）

22台が参戦。路面状態が劣悪で、新聞などでも酷評される。
アート商会がアート・カーチス（カーチス号）を、内山駒之助がホール・スコットを参戦させ、アート・ダイムラーを含め、航空機用エンジン搭載車が複数参戦する。
- 第6回（1925年5月4日。東京・代々木練兵場）

代々木練兵場に設定されたコースは1920年代では最も優れたものとなり、広大な敷地を活用して、内周1.5マイル、外周2マイルという全大会で最大となるコースが設定された。
大会はこれまでにはない波乱含みのものとなった。予選レースで車両が横転する事故が発生して参加者に負傷者が発生し、事故の再発を憂慮した警察が介入したことにより決勝レースは変則的な開催となった。その決勝レースも、予選レースで最速タイムを記録していたアート・カーチスが脱落する番狂わせの末、1着を含む上位数名がゴール後に失格になって結果が確定するという異例の事態となった。
- 第7回（1925年6月13日 - 15日。愛知・名古屋東練兵場）

中部地方における唯一の開催。ふだんの参加者が東京から遠征して開催された。
- 第8回（1925年12月6日。東京・洲崎埋立地）

22名が参戦。このレースも劣悪な路面となり、足回りに不具合を来たす車両が続出し、決勝は完走2台のみという結果となる。
白楊社が純国産車オートモ号をレース仕様に仕立てて参戦させ、純国産車の初参戦ということで話題となった。同車は予選、決勝のいずれのレースでも好成績を収め、観客を沸かせる。
しかし、開催地が一定しないことや各コースの路面がいずれも劣悪だったことが参加者に嫌気され、この大会から次の開催まで9年の間隔が空く。
- 第9回（1934年10月13日 - 14日。東京・月島埋立地）

19台が参戦。満洲事変（1931年）後の機械化国防意識の高揚を背景に、前回大会から9年ぶりの開催が実現した。この大会では宣伝に力が入れられ、興行的にも初めて成功したレースとなった。一部の競技はJOAK（NHK放送センター東京放送局）によるラジオ生中継が全国放送で行われた。
この大会から、決勝レース以外に報知新聞、フォード社（日本フォード）の名を冠した賞典レースが開催されるようになり、2年後の多摩川スピードウェイにおける開催（下記）でも踏襲されている。

### 多摩川スピードウェイ
多摩川スピードウェイにおいて、四輪自動車の大会は戦前に4回開催されたと考えられている。開催が4回のみだったのかは判然としていないが、この4回については便宜的に第1回から第4回と順番に数えられることがある（下表でも括弧を付けてその順番で番号を振っている）。
資料によっては上記の1934年10月の大会を「第1回」として、1936年6月の多摩川スピードウェイにおける第1回大会を「第2回」と数えており、従来の日本自動車競走大会との境界は曖昧なものとなっている。
| 回          | 開催日           | 開催日       | 開催地               | 大会名称 \| 各レースの名称 | 大会名称 \| 各レースの名称                         | 優勝者         | 優勝車両                 | 主催者                                                       | 詳細 | 出典                          |
| ----------- | ---------------- | ------------ | -------------------- | -------------------------- | -------------------------------------------------- | -------------- | ------------------------ | ------------------------------------------------------------ | ---- | ----------------------------- |
| (1)         | 1936年(昭和11年) | 6月7日(日)   | 多摩川スピードウェイ | 全日本自動車競走大会       | ゼネラルモータース・カップ (15周)                  | 丸山哲衛       | メルセデス・ベンツ       | 報知新聞社 後援・日本自動車競走倶楽部 (NARC)                 | 詳細 | [ 120 ] [ 86 ] [ 89 ] [ 121 ] |
| (1)         | 1936年(昭和11年) | 6月7日(日)   | 多摩川スピードウェイ | 全日本自動車競走大会       | フォード・カップ (15周)                            | 川越豊         | ハップモビル             | 報知新聞社 後援・日本自動車競走倶楽部 (NARC)                 | 詳細 | [ 120 ] [ 86 ] [ 89 ] [ 121 ] |
| (1)         | 1936年(昭和11年) | 6月7日(日)   | 多摩川スピードウェイ | 全日本自動車競走大会       | 国産小型 (10周)                                    | 太田祐一       | オオタ                   | 報知新聞社 後援・日本自動車競走倶楽部 (NARC)                 | 詳細 | [ 120 ] [ 86 ] [ 89 ] [ 121 ] |
| (1)         | 1936年(昭和11年) | 6月7日(日)   | 多摩川スピードウェイ | 全日本自動車競走大会       | ボッシュ・カップ (25周)                            | 榊原真一       | アート・カーチス         | 報知新聞社 後援・日本自動車競走倶楽部 (NARC)                 | 詳細 | [ 120 ] [ 86 ] [ 89 ] [ 121 ] |
| (1)         | 1936年(昭和11年) | 6月7日(日)   | 多摩川スピードウェイ | 全日本自動車競走大会       | 商工大臣カップ (30周)                              | 太田祐一       | オオタ                   | 報知新聞社 後援・日本自動車競走倶楽部 (NARC)                 | 詳細 | [ 120 ] [ 86 ] [ 89 ] [ 121 ] |
| (1)         | 1936年(昭和11年) | 6月7日(日)   | 多摩川スピードウェイ | 全日本自動車競走大会       | 優勝カップ (100周)                                 | 川崎次郎       | インヴィクタ             | 報知新聞社 後援・日本自動車競走倶楽部 (NARC)                 | 詳細 | [ 120 ] [ 86 ] [ 89 ] [ 121 ] |
| (2)         | 1936年(昭和11年) | 10月25日(日) | 多摩川スピードウェイ | 秋季自動車競走大会         | ゼネラルモータース/ダッヂブラザース・カップ (15周) | 金井順一       | ダッヂブラザース         | 日本自動車競走倶楽部 (NARC) 後援・報知新聞社                 | 詳細 | [ 86 ] [ 89 ] [ 122 ]         |
| (2)         | 1936年(昭和11年) | 10月25日(日) | 多摩川スピードウェイ | 秋季自動車競走大会         | ダットサン・カップ (10周)                          | 大津健次       | ダットサン・NL76         | 日本自動車競走倶楽部 (NARC) 後援・報知新聞社                 | 詳細 | [ 86 ] [ 89 ] [ 122 ]         |
| (2)         | 1936年(昭和11年) | 10月25日(日) | 多摩川スピードウェイ | 秋季自動車競走大会         | ケンドール・カップ (15周)                          | 後藤紫朗       | AMC (クライスラー)       | 日本自動車競走倶楽部 (NARC) 後援・報知新聞社                 | 詳細 | [ 86 ] [ 89 ] [ 122 ]         |
| (2)         | 1936年(昭和11年) | 10月25日(日) | 多摩川スピードウェイ | 秋季自動車競走大会         | グッドリッチ・カップ (15周)                        | 石井正愛       | ミゼット・オブ・ドリーム | 日本自動車競走倶楽部 (NARC) 後援・報知新聞社                 | 詳細 | [ 86 ] [ 89 ] [ 122 ]         |
| (2)         | 1936年(昭和11年) | 10月25日(日) | 多摩川スピードウェイ | 秋季自動車競走大会         | フォード・カップ (15周)                            | 木村安治       | フォード                 | 日本自動車競走倶楽部 (NARC) 後援・報知新聞社                 | 詳細 | [ 86 ] [ 89 ] [ 122 ]         |
| (2)         | 1936年(昭和11年) | 10月25日(日) | 多摩川スピードウェイ | 秋季自動車競走大会         | 商工大臣カップ (20周)                              | 安斎平八郎     | ダットサン・NL75         | 日本自動車競走倶楽部 (NARC) 後援・報知新聞社                 | 詳細 | [ 86 ] [ 89 ] [ 122 ]         |
| (2)         | 1936年(昭和11年) | 10月25日(日) | 多摩川スピードウェイ | 秋季自動車競走大会         | 混合 (15周)                                        | 内山           | フォード                 | 日本自動車競走倶楽部 (NARC) 後援・報知新聞社                 | 詳細 | [ 86 ] [ 89 ] [ 122 ]         |
| (2)         | 1936年(昭和11年) | 10月25日(日) | 多摩川スピードウェイ | 秋季自動車競走大会         | C級決勝ブリヂストン・カップ (20周)                 | 竹内 ※名前不明 | マーモン                 | 日本自動車競走倶楽部 (NARC) 後援・報知新聞社                 | 詳細 | [ 86 ] [ 89 ] [ 122 ]         |
| (2)         | 1936年(昭和11年) | 10月25日(日) | 多摩川スピードウェイ | 秋季自動車競走大会         | B級決勝ダンロップ・カップ (20周)                   | 内藤喜代治     | ヒラツカ                 | 日本自動車競走倶楽部 (NARC) 後援・報知新聞社                 | 詳細 | [ 86 ] [ 89 ] [ 122 ]         |
| (2)         | 1936年(昭和11年) | 10月25日(日) | 多摩川スピードウェイ | 秋季自動車競走大会         | A級決勝ボッシュ・カップ (30周)                     | 木村安治       | フォード                 | 日本自動車競走倶楽部 (NARC) 後援・報知新聞社                 | 詳細 | [ 86 ] [ 89 ] [ 122 ]         |
| [ 注釈 61 ] | 1937年(昭和12年) | 4月18日(日)  | 多摩川スピードウェイ | 全関東自動車競走大会       | 全関東自動車競走大会                               |                |                          | 大日本高速度機関性能試験協会 協賛・東横・目蒲電車            |      | [ 124 ] [ 89 ] [ 123 ]        |
| (3)         | 1937年(昭和12年) | 5月16日(日)  | 多摩川スピードウェイ | 全日本自動車競走大会       | 商工大臣カップ (30周)                              | 太田祐一       | オオタ                   | 報知新聞社、 日本自動車競走倶楽部 (NARC)                     | 詳細 | [ 86 ] [ 89 ] [ 123 ]         |
| (3)         | 1937年(昭和12年) | 5月16日(日)  | 多摩川スピードウェイ | 全日本自動車競走大会       | C級決勝 (10周)                                     | 臼井正澄       | フォード                 | 報知新聞社、 日本自動車競走倶楽部 (NARC)                     | 詳細 | [ 86 ] [ 89 ] [ 123 ]         |
| (3)         | 1937年(昭和12年) | 5月16日(日)  | 多摩川スピードウェイ | 全日本自動車競走大会       | B級決勝 (30周)                                     | 太田祐茂       | オオタ                   | 報知新聞社、 日本自動車競走倶楽部 (NARC)                     | 詳細 | [ 86 ] [ 89 ] [ 123 ]         |
| (3)         | 1937年(昭和12年) | 5月16日(日)  | 多摩川スピードウェイ | 全日本自動車競走大会       | ボッシュ・カップ (50周)                            | 金井順一       | ダッヂブラザーズ         | 報知新聞社、 日本自動車競走倶楽部 (NARC)                     | 詳細 | [ 86 ] [ 89 ] [ 123 ]         |
| (3)         | 1937年(昭和12年) | 5月16日(日)  | 多摩川スピードウェイ | 全日本自動車競走大会       | 優勝会長カップ (50周)                              | 木村安治       | フォード                 | 報知新聞社、 日本自動車競走倶楽部 (NARC)                     | 詳細 | [ 86 ] [ 89 ] [ 123 ]         |
| [ 注釈 62 ] | 1937年(昭和12年) | 7月18日(日)  | 多摩川スピードウェイ | 全国自動車競走大会         | 全国自動車競走大会                                 |                |                          | 全国自動車競走倶楽部 後援・読売新聞社 協賛・日刊自動車新聞社 |      | [ 125 ] [ 89 ] [ 123 ]        |
| (4)         | 1938年(昭和13年) | 4月17日(日)  | 多摩川スピードウェイ | 全日本自動車競走大会       | C級決勝 (10周)                                     | 長島正虎       | メルセデス・ベンツ       | 日本自動車競走倶楽部 (NARC) 後援・報知新聞社                 | 詳細 | [ 86 ] [ 89 ] [ 126 ]         |
| (4)         | 1938年(昭和13年) | 4月17日(日)  | 多摩川スピードウェイ | 全日本自動車競走大会       | B級決勝 (15周)                                     | 金井順一       | ダッヂ                   | 日本自動車競走倶楽部 (NARC) 後援・報知新聞社                 | 詳細 | [ 86 ] [ 89 ] [ 126 ]         |
| (4)         | 1938年(昭和13年) | 4月17日(日)  | 多摩川スピードウェイ | 全日本自動車競走大会       | 国産小型決勝 (15周)                                | 太田祐雄       | オオタ                   | 日本自動車競走倶楽部 (NARC) 後援・報知新聞社                 | 詳細 | [ 86 ] [ 89 ] [ 126 ]         |
| (4)         | 1938年(昭和13年) | 4月17日(日)  | 多摩川スピードウェイ | 全日本自動車競走大会       | A級決勝 (15周)                                     | 猪俣四郎       | ミス・ニッポン           | 日本自動車競走倶楽部 (NARC) 後援・報知新聞社                 | 詳細 | [ 86 ] [ 89 ] [ 126 ]         |

## 現存車両

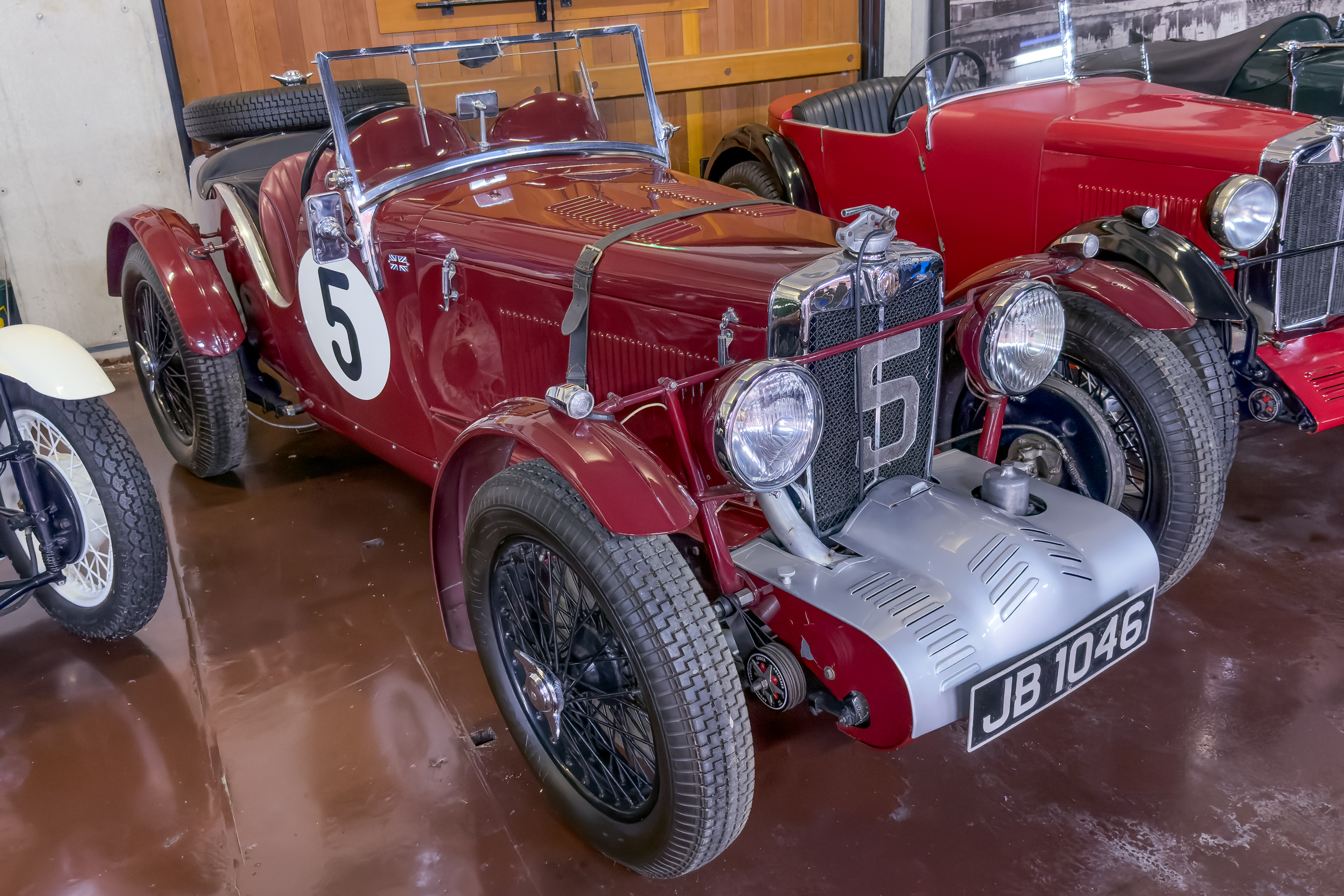
MG・K3マグネット

参戦した車両の内、下記の4台の現存が確認されている。
- アート・カーチス（カーチス号）

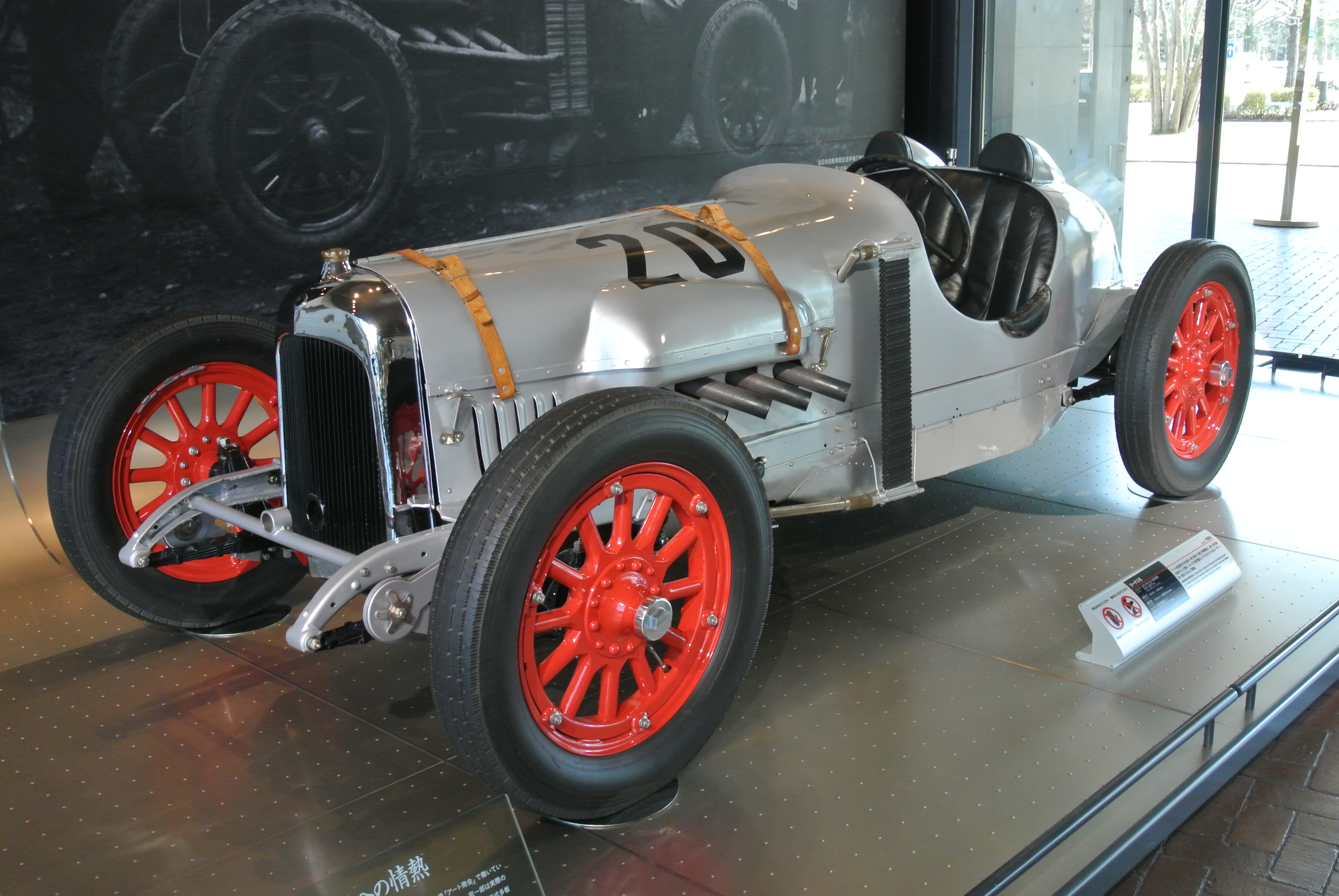
アート・カーチス（カーチス号）

1924年製。第5回大会（1924年）から多摩川スピードウェイの第1回大会（1936年）にかけて参戦した。アート商会が独自に製造したレース専用車両で、社主の榊原郁三が設計し、レースでは弟の真一が運転した。戦前に日本に存在した車両の中で最速のレーシングカーの1台であり、日本自動車競走大会における最高速度記録は第6回大会でこの車両によって記録されている。
戦後、自動車収集家の濱徳太郎を経て、濱の死後に同車に縁のある本田宗一郎に譲られた。現在はホンダコレクションホール所蔵（常設展示品）。
1920年代に参戦した車両の中では、現存が確認されている唯一の車両にあたる。
- インヴィクタ（英語版）・4½リッター

1928年製。多摩川スピードウェイの第1回大会（1936年）に参戦し、決勝レースである「優勝カップ」で優勝した車両で、第1回大会から第4回大会までの全てに参加した。渡辺甚吉が所有していた車両で、渡辺家の運転手である川崎次郎が運転した。インヴィクタはレーシングカーではなく、1936年時点で古い車両ともなっていたことから、車主の渡辺本人はレースへの参戦には乗り気ではなかった。しかし、この車両の管理を任されていた梁瀬自動車がレース仕様に仕立てて参戦させることを強く望み、その結果、参戦が実現したという。
戦後の1955年に小林彰太郎が「発掘」し、1958年から1981年にかけて米国でレストアが行われた。
- ブガッティ・タイプ35C

1926年製。多摩川スピードウェイの第1回大会（1936年）に参戦。三井高公が所有していた車両で、関根宗次が運転した。
この車両は三井が入手する前は駐日ポルトガル大使館の書記官アロウジォという人物が所有していたもので、確たる記録はないものの、ヨーロッパでもレース参戦の履歴があるとされる。
戦後まで生き延び、カーチス号と同様、濱徳太郎を経て、本田技研工業（ホンダ）に譲られた。戦時中にエンジンやスーパーチャージャーは海軍の研究機関に徴発され失われていたが、1980年代にスーパーチャージャーのない状態でレストアされた。現在はホンダコレクションホール所蔵。
- MG・K3マグネット（英語版）
MG・K3マグネット

1933年製。多摩川スピードウェイの第4回大会（1938年）に参戦。小早川元治が輸入し所有していた車両で、小早川が自ら運転して参戦した。
この車両は量産前に2台製作されたプロトタイプの1台で、小早川が入手する以前にモンテカルロラリーに出走したこともあると伝えられている。
戦中に焼損したが、戦後にふじ電気の自動車部で修復され、再び小早川によって運転されてオートレース（四輪）で活躍した。
現在は河口湖自動車博物館所蔵。

## 年表

### 前史
この大会が開催される以前に下記の出来事があった。
- 1907年（明治40年）
  - 7月6日、イギリス留学中の大倉喜七（後の喜七郎）がブルックランズで開催された第1回自動車レースに出場し、日本人としては初めて外国の自動車レースに参加したドライバーとなる。
    - 同年、大倉はブルックランズのレースで使用したフィアットを日本に持ち帰り、これが日本に持ち込まれた最初の純レーシングカーとなる。

- 1911年（明治44年）
  - 4月末、川崎競馬場でジェームズ・C・マース（英語版）飛行士の飛行機「赤鬼号（英語版）」と自動車が競争を行う[6]。この際、内山駒之助もドイツ製のロイト自動車（18馬力）で勝負を挑むが敗れる[6][134][注釈 65]。

- 1913年（大正2年）
  - 前年に兵庫県の鳴尾競馬場で開催された日本初のオートバイレースが好評を博したことで、この年から日本の各地でオートバイレースが開催されるようになり、その中で四輪自動車も余興として走るようになる[136]。

- 1915年（大正4年）
  - 来日した在米日本人自動車研究会の一行によって、10月から11月にかけて自動車大競走会が開催される[6]。この時に日本に持ち込まれた4台の競技用自動車（マーサー（英語版）2台、スタッツ（英語版）1台、ケース（英語版）1台）を一行の帰国時に野澤三喜三が全て買い取る[6][137]。
    - この大会は観戦料金を取り、興行として行われた四輪自動車レースとしては日本初の例となる。

- 1916年（大正5年）
  - この年と翌年に曲技飛行士のアート・スミスが来日し、日本各地で曲芸飛行の興行を行う。スミスはカーチス・ジェニーなどの飛行機とともに10台ほどの自動車（豆自動車）を持ち込み、興行の中の余興として、自動車と飛行機で速さを競ったり、自動車同士で競走を行うなどした[138]。

### 1922年 - 1934年・第1回大会 - 第9回大会
- 1922年（大正11年）
  - 2月、藤本軍次が米国から帰国する[139][78]。8月に報知新聞社に企画を持ち込み、翌月初め、白楊社技師の菅原敏雄とともに下関─東京間で急行列車との競走を行う[139]。結果は敗北に終わったものの、報知新聞社は自動車レースの開催を目指す藤本を以降も支援し、両者の間に協力関係が築かれる。
  - 10月、藤本軍次らが日本自動車競走倶楽部（NARC）を設立する。
  - 11月12日、報知新聞社の主催の下、東京市の洲崎第1号埋立地で、第1回自動車大競走が開催される[139]。（第1回大会）

- 1923年（大正12年）
  - 4月22日・23日、東京市の洲崎第1号埋立地で、第2回自動車大競走が開催される。（第2回大会）
  - 7月4日から8日にかけて、大阪市の城東練兵場で、関東関西連合自動車競走大会が開催される。（第3回大会）
  - 9月1日、関東大震災が発生する。

- 1924年（大正13年）
  - 4月20日、東京府の立川飛行場で、第4回自動車大競走が開催される。（第4回大会）
  - 5月、大倉喜七郎の提唱により、帝国自動車協会が設立される[140]。常任理事は豊川順彌ら自動車関係者が占め、顧問は山川良三ら陸軍関係者が務め[140]、自動車関係者と陸軍との関係が密接なものとなる[141]。
  - 11月22日・23日、神奈川県の鶴見埋立地で、自動車競走大会が開催される。（第5回大会）

- 1925年（大正14年）
  - 5月3日、東京市の代々木練兵場で、日米選手自動車競走大会が開催される。（第6回大会）
  - 6月14日・16日、名古屋市の名古屋東練兵場で、自動車競走大会が開催される。（第7回大会）
  - 12月6日、東京市の洲崎埋立地（砂町）で、全国自動車競走大会が開催される。（第8回大会）
    - 開催地を転々とすることや路面状況の劣悪さが参加者に嫌気され、以降の約9年間は大会が開催されなくなる[30]。

- 1931年（昭和6年）
  - 9月18日、満洲事変発生。広大な中国大陸で軍隊や物資の輸送をするため、軍用自動車の重要性が高まる[142]。

- 1933年（昭和8年）
  - 3月27日、日本が国際連盟からの脱退を正式に表明。日本は国際的に孤立を深めるようになり、自動車の燃料確保が大きな問題となり始める[142]。同時に、国際的に孤立したことで、各産業を国内で自立させる必要も生じ、自動車産業についても国として本腰を入れて取り組むほかない状況となる[143]。

- 1934年（昭和9年）
  - 6月1日、鮎川義介の日本産業（日産コンツェルン）の全額出資により、日産自動車が発足する[67]。同社は1936年の多摩川第1回大会から「ダットサン」で参戦を始める。
  - 8月10日、「自動車工業確立に関する各省協議会」による第1回の会合が開催され、中央省庁による話し合いが持たれ、10月にかけて議論が重ねられる[W 7][注釈 66]。この会議により自動車の国産化に向けた方針や要件が話し合われる[W 7]。
  - 10月13日・14日、東京市の月島4号埋立地で、全日本自動車競走選手権大会が開催される。（第9回大会）

### 1936年 - 1938年・多摩川スピードウェイ
- 1935年（昭和10年）
  - 藤本軍次、報知新聞社の金子恒雄が中心となり、日本スピードウェイ協会を設立する[144][89]（正確な設立時期は不明）。同協会により、多摩川河川敷に常設サーキットを建設する計画が具体的に動き始める。
  - 3月中旬、複数の新聞が「多摩川の新設グランドで近日自動車レース開催。4月21日頃か」と報じる（実現はしなかった）[5][1]。
  - 4月3日、前年の日産自動車設立に三井財閥が刺激を受けたことで、三井物産が太田祐雄の太田工場に出資し、高速機関工業が設立される[67]。これにより、太田はレーサーを製作する充分な時間的余裕を得る[67]。
  - 4月、開催を予定していた多摩川河川敷の使用について、東京市の衛生局が水道保護の観点から難色を示し、使用許可が不受理となる[5]。これにより、予定されていたレース開催は実現が見送られる。
  - 6月、多摩川河川敷を管理していた内務省がレース場としての使用に同意する[5]。
  - 7月、多摩川スピードウェイの建設工事が始まる[5]。この時点では9月末に完成し、10月に最初のレースを開催するという予定だったが、工事の遅延により、完工は翌年春となる[5]。この遅延はむしろ東京のモーターファンの期待を広く集め、参加を予定していた者たちにとっても準備期間を長く取れることになり、かえって効果的だったとも言われている[5]。

- 1936年（昭和11年）
  - 2月26日から29日にかけて、陸軍の青年将校たちが蜂起し、中央官庁を一時的に占拠する事件が起きる（二・二六事件）。これに伴い2月27日から7月16日にかけて戒厳令が敷かれたが、開催が予定されていた自動車競走大会への参加を目指す者たちは、戒厳令下、密かに車両の準備を進める[145]。
  - 5月9日、多摩川スピードウェイが開業する。
  - 5月29日、自動車製造事業法が公布され、7月から施行される。成立に前後して外国資本（米国資本）の自動車会社を日本市場から締め出したい日本政府の意向が有形無形に示される。
  - 6月7日、全日本自動車競走大会が開催される。（多摩川第1回大会）
  - 10月25日、秋季自動車競走大会が開催される。（多摩川第2回大会）
    - 1934年の第9回大会から賞典レースを開催していたフォード（日本フォード社）とゼネラルモーターズ（日本GM）は多摩川第2回大会をもって大会から去る。

- 1937年（昭和12年）
  - 5月16日、全日本自動車競走大会が開催される。（多摩川第3回大会）
  - 7月7日、盧溝橋事件が発生。日中戦争が始まり、日本は戦時下となる。
  - 11月、第1次石油消費規制が実施される。
    - 有力な後援者である報知新聞社の『報知新聞』も「ガソリンの一滴は血の一滴」と報じて政府の意向に賛意を示し、自動車競走も衰微を始める[89]。

- 1938年（昭和13年）
  - 4月1日、国家総動員法が公布され、5月5日に施行される。5月1日には第2次石油消費規制が実施され、ガソリン購入は切符制となる。
  - 4月17日、全日本自動車競走大会が開催され、これが最後の開催となる。（多摩川第4回大会）
    - 有力選手の半数以上を戦地に取られたため、往年の関係者が出走するベテランクラスが設けられた[67]。

## 関連書籍・記事
書籍
- 杉浦孝彦『日本の自動車レース史 多摩川スピードウェイを中心として』（三樹書房・2017年刊）

1930年代後半の多摩川スピードウェイにおけるレースを中心に詳述され、その前史として1920年代のレースについても触れられている。
- 三重宗久『戦前日本の自動車レース史 藤本軍次とスピードに魅せられた男たち』（三樹書房・2022年刊）

1920年代のレースに絞って詳述されている。
記事
- 岩立喜久雄『轍をたどる』(21)～(23)（八重洲出版『Old-timer』誌 2003年10月号・通巻第72号～2004年2月号・通巻第74号）

「戦前自動車競走史」と題した特集記事の内、第4回から第6回の計3回。1920年代から1930年代の日本自動車競走大会について詳述されている。
2000年代以降に刊行された関連書籍ではこの記事で岩立によって示された解釈が参考にされている。